# Estela dos Abutres

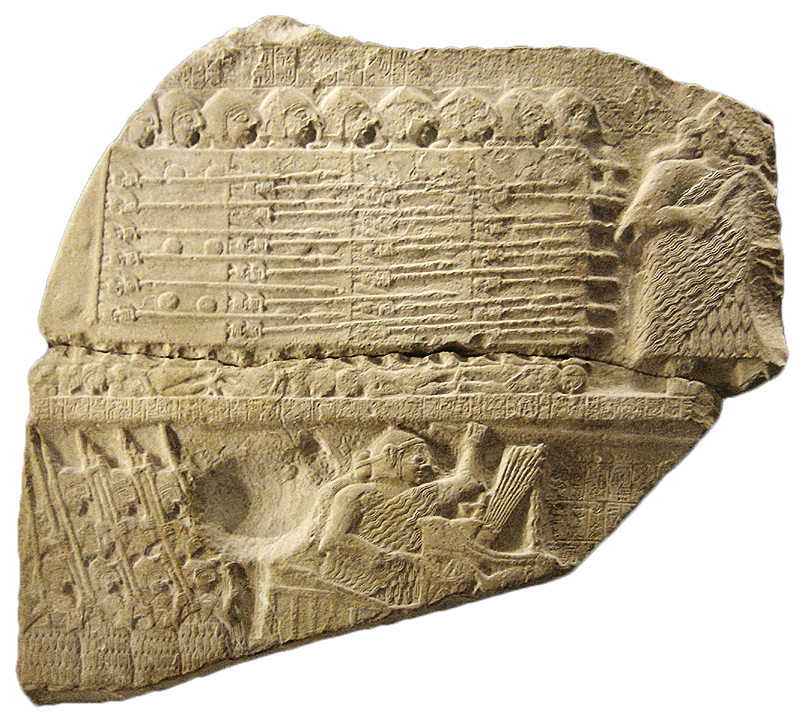
Fragmento da Estela dos Abutres

Estela dos Abutres é um monumento do início do Período Dinástico Arcaico (2600–2350 a.C.) na Mesopotâmia celebrando uma vitória da cidade-Estado de Lagaxe sobre sua vizinha Uma. Ele mostra várias cenas de batalha e religiosas e é nomeada por conta dos abutres que podem ser vistos em uma dessas cenas. A estela foi originalmente esculpida em uma única laje de calcário, mas apenas sete fragmentos são conhecidos hoje. Os fragmentos foram encontrados em Telo (antiga Guirsu) no sul do Iraque no final do século XIX e agora estão em exibição no Museu do Louvre. A estela foi erguida como um monumento à vitória do rei Eanatum de Lagaxe sobre Enacale de Uma.

### Narrativa da Estela
A Estela dos Abutres é uma obra escultural de importância histórica que narra os eventos da batalha entre as cidades-Estado de Umma e Lagash. A disputa entre essas duas cidades era motivada pelo controle de uma região fértil, abundante em plantações e pastagens, e o conflito caracterizava-se por uma alternância de sucesso entre elas.
Na narrativa esculpida na estela, Umma é retratada como uma cidade agressiva, frequentemente rompendo com suas promessas, enquanto Lagash é descrita como uma cidade justa e constantemente vítima de agressões. A estela, portanto, representa uma celebração da conquista e da supremacia de Lagash sobre Umma.
A representação visual gravada na estela é altamente simbólica e tem como objetivo glorificar o governante de Lagash e sua cidade-Estado. A estela é dividida em dois lados, sendo o primeiro dedicado à representação da batalha entre Lagash e Umma, dividido em cinco registros distintos.
- No primeiro registro, observa-se um grupo de abutres alimentando-se dos restos mortais dos soldados de Umma, simbolizando a derrota e o fim dos adversários.
- No segundo registro, as tropas de Lagash avançam triunfantes sobre os corpos dos soldados derrotados de Umma, lideradas por seu rei.
- O terceiro registro retrata o exército de Lagash avançando com destemor, sendo Eannatum, o líder, representado lançando uma lança em direção aos soldados de Umma.
- No quarto registro, são retratados os rituais realizados após a batalha, incluindo a construção de um túmulo e libações conduzidas por um sacerdote.

- Por fim, o último registro apresenta uma cena intrigante, onde uma lança atinge a cabeça de um personagem, possivelmente representando Eannatum executando o rei de Umma. Além disso, destaca-se a figura do deus Ningirsu, que segura uma águia Anzû, um demônio mesopotâmico associada ao roubo das tábuas do destino.

Em outra representação, Ningirsu desfere um golpe em um inimigo com um porrete, enquanto sua mãe, Ninhursag, está posicionada à sua direita. No segundo registro, Ningirsu é representado em uma carruagem, voltado para sua mãe.

### Escritos na Estela
Eannatum, o poderoso, chamado pelo nome de Ningirsu, Eannatum que proclamou “Agora, ó inimigos”, proclamou para sempre: “O senhor de Umma - onde recruta seus homens? Com (outros) homens [..] ele é capaz de explorar o Gu'edena, o amado território de Ningirsu. Que ele (Ningirsu) o drubel" [..]
Ele o seguiu. A ele que jazia no sono, ele se aproximou. A Eannatum que jazia no sono do seu amado senhor Ningirsu se aproximou [...]”A própria Kish deve abandonar Umma e, irada, não a ajudará mais. O (Deus) só resplandecerá à sua direita e um [...] será colocado em tua frente. Oh Eannatum, tu a matarás, miríades de seus cadáveres, se amontoarão até a base do céu. Em Umma [..] os habitantes da sua mesma cidade se rebelaram contra ele e ele será morto na própria Umma”, e lutou com ele. Uma flecha foi atirada contra Eannatum e ele foi atingido pela flecha e mal podia mover-se. Ele gritou por isso, Eannatum provocou uma tempestade em Umma, desencadeou lá um dilúvio. Eanatum, cuja palavra é justa, estabeleceu a fronteira com o senhor da Umma, deixou (algumas terras) sob o controle de Umma e ergueu uma estela naquele lugar, Ele derrotou Umma e erigiu vinte túmulos sepulcrais. Eannatum sobre o qual Shultitul versa doces lágrimas, Eannatum [..] destruiu as terras estrangeiras; Eannatum devolveu o controle de Ningirsu ao seu amado território, o Gu'edena.
Eannatum lançou a grande rede da batalha de Enlil sobre o homem de Umma e sobre ela o fez jurar, O homem de Umma fez um juramento a Eannatum: “Pela vida de Enlil, senhor do céu e da terra! Eu posso trabalhar no campo de Ningirsu como empréstimo! Eu não [...] canal de irrigação! Jamais eu violarei o território de Ningirsu. Eu não mudarei o lugar de sua estela. Se eu porventurar transgredir (esse juramento) guro de seus riachos e dos canais de irigação. Eu não mudarei de lugar a sua estela. Docéu  e da terra, sobre a qual eu jurei, caia sobre Umma”
Eannatum era verdadeiramente muito sábio” Ele adornou os olhos de duas pombas com dois Kohl e ungiu suas cabeças com (resina) de cedro; as soltou para Enlil, o rei do céu  e da terra, na direção do Ekur de Nippur.